# Loxoblemmus tsushimensis
Loxoblemmus tsushimensis is een rechtvleugelig insect uit de familie krekels (Gryllidae). De wetenschappelijke naam van deze soort is voor het eerst geldig gepubliceerd in 2001 door Ichikawa.